# Landkreis Rostock
Landkreis Rostock – niemiecki powiat leżący w północnej części landu Meklemburgia-Pomorze Przednie. Został utworzony na mocy reformy administracyjnej Meklemburgii-Pomorza Przedniego 4 września 2011 r. z dotychczasowych powiatów Bad Doberan i Güstrow.

## Podział administracyjny
W skład powiatu wchodzi:
- dziesięć gmin (niem. amtsfreie Gemeinde)
- trzynaście związków gmin (niem. Amt)

Gminy:
| Lp. | Nazwa gminy  | Ludność (31 grudnia 2018) | Powierzchnia km² |
| --- | ------------ | ------------------------- | ---------------- |
| 1   | Bad Doberan  | 12.941                    | 32,76            |
| 2   | Dummerstorf  | 7.459                     | 119,89           |
| 3   | Graal-Müritz | 4.079                     | 8,34             |
| 4   | Güstrow      | 29.241                    | 70,86            |
| 5   | Kröpelin     | 4.784                     | 67,26            |
| 6   | Kühlungsborn | 7.896                     | 16,18            |
| 7   | Neubukow     | 3.918                     | 25,00            |
| 8   | Sanitz       | 5.969                     | 82,37            |
| 9   | Satow        | 5.767                     | 119,51           |
| 10  | Teterow      | 8.470                     | 47,17            |

Związki gmin:
| Lp. | Nazwa związku                | Ludność (31 grudnia 2018) | Powierzchnia km² | Liczba gmin |
| --- | ---------------------------- | ------------------------- | ---------------- | ----------- |
| 1   | Amt Bad Doberan-Land         | 11.940                    | 108,41           | 9           |
| 2   | Amt Bützow Land              | 16.123                    | 380,48           | 12          |
| 3   | Amt Carbäk                   | 7.895                     | 68,48            | 4           |
| 4   | Amt Gnoien                   | 5.768                     | 244,58           | 5           |
| 5   | Amt Güstrow-Land             | 9.563                     | 334,83           | 14          |
| 6   | Amt Krakow am See            | 8.746                     | 358,01           | 5           |
| 7   | Amt Laage                    | 8.897                     | 239,46           | 4           |
| 8   | Amt Mecklenburgische Schweiz | 8.125                     | 384,01           | 15          |
| 9   | Amt Neubukow-Salzhaff        | 6.637                     | 181,67           | 6           |
| 10  | Amt Rostocker Heide          | 9.759                     | 119,62           | 5           |
| 11  | Amt Schwaan                  | 7.828                     | 122,32           | 7           |
| 12  | Amt Tessin                   | 6.577                     | 173,57           | 9           |
| 13  | Amt Warnow-West              | 17.181                    | 117,04           | 7           |